# Илут
Илут или Иллут (ивр. עילוט‎, араб. عيلوط‎) — местный совет в северном округе Израиля, северо-западнее Назарета. Его площадь составляет 3 051 дунамов.

## Население
По данным Центрального статистического бюро Израиля, население на начало 2020 года составляло 8 356 человек.
Ежегодный прирост населения — 2,1 %.
25,4 % учеников получают аттестат зрелости.
Средняя зарплата на 2007 год — 3 818 шекелей.